# I liga argentyńska w piłce nożnej (2009/2010)
Mistrzem Argentyny turnieju Apertura w sezonie 2009/10 został CA Banfield, natomiast wicemistrzem turnieju Apertura został Newell’s Old Boys
Mistrzem Argentyny turnieju Clausura w sezonie 2009/10 został Argentinos Juniors, natomiast wicemistrzem turnieju Clausura został Estudiantes La Plata.
Do Copa Libertadores w roku 2010 zakwalifikowało się sześć klubów:
- Estudiantes La Plata (obrońca tytułu)
- CA Vélez Sarsfield (mistrz turnieju Clausura 2008/09)
- CA Banfield (mistrz turnieju Apertura 2009/10)
- Club Atlético Lanús (1. miejsce w tabeli sumarycznej 2009 roku)
- CA Colón (2. miejsce w tabeli sumarycznej 2009 roku)
- Newell’s Old Boys (3. miejsce w tabeli sumarycznej 2009 roku)

Do Copa Sudamericana w roku 2010 zakwalifikowało się sześć klubów:
- CA Banfield (1. miejsce w tabeli sumarycznej sezonu 2009/10)
- Argentinos Juniors (2. miejsce w tabeli sumarycznej sezonu 2009/10)
- Estudiantes La Plata (3. miejsce w tabeli sumarycznej sezonu 2009/10)
- Newell’s Old Boys (4. miejsce w tabeli sumarycznej sezonu 2009/10)
- Independiente (5. miejsce w tabeli sumarycznej sezonu 2009/10)
- CA Vélez Sarsfield (6. miejsce w tabeli sumarycznej sezonu 2009/10)

Do Copa Libertadores w roku 2011 zakwalifikowało się pięć klubów:
- Argentinos Juniors (mistrz turnieju Clausura 2009/10)
- mistrz turnieju Apertura 2010/11
- 1. miejsce w tabeli sumarycznej 2010 roku
- 2. miejsce w tabeli sumarycznej 2010 roku
- triumfator Copa Sudamericana 2010

Tabela spadkowa zadecydowała o tym, które kluby spadną do drugiej ligi (Primera B Nacional Argentina), a które będą miały szanse obronić swój byt pierwszoligowy w barażach. Bezpośrednio spadły kluby, które w tabeli spadkowej zajęły dwa ostatnie miejsca - Atlético Tucumán i Chacarita Juniors. Na ich miejsce awansowały dwie najlepsze drużyny z drugiej ligi - Olimpo Bahía Blanca i CA Argentino de Quilmes. Mecze barażowe musiały stoczyć Rosario Central i Gimnasia y Esgrima La Plata. Tylko klub Gimnasia y Esgrima La Plata obronił swój pierwszoligowy byt. Klub Rosario Central przegrał barażowy dwumecz z klubem CA All Boys.

## Torneo Apertura 2009/10

### Apertura 1
| Data             | Mecz |
| ---------------- | --- |
| 21 sierpnia 2009 | Gimnasia y Esgrima La Plata - Godoy Cruz Antonio Tomba 0:2 Matías Maximiliano Jara 3, Federico Fernando Higuaín 49                                     |
| 21 sierpnia 2009 | Independiente - Newell’s Old Boys 0:1 Juan Manuel Insaurralde 76 mecz rozegrany został na stadionie klubu Club Atlético Lanús                          |
| 22 sierpnia 2009 | Rosario Central - Racing Club de Avellaneda 1:0 Gervasio Núñez 24                                                                                      |
| 22 sierpnia 2009 | Chacarita Juniors - CA Tigre 1:2 Daniel Horacio Pereira 37 - Leandro Hernán Lazzaro 21, 53 mecz rozegrany został na stadionie klubu CA Vélez Sarsfield |
| 22 sierpnia 2009 | Arsenal Sarandí Buenos Aires - Estudiantes La Plata 0:2 Mauro Boselli 8, Christian Ariel Cellay 45                                                     |
| 22 sierpnia 2009 | San Lorenzo de Almagro - Atlético Tucumán 3:1 Gonzalo Rubén Bergessio 2, Juan Carlos Menseguéz 47, Pablo César Pintos 90 - Deivis Barone 9             |
| 23 sierpnia 2009 | CA Banfield - River Plate 2:0 Santiago Martín Silva 2, Sebastián Bruno Fernández 32                                                                    |
| 23 sierpnia 2009 | CA Huracán - Club Atlético Lanús 1:2 Leandro Javier Díaz 71 - Santiago Gabriel Salcedo 12k, 32                                                         |
| 23 sierpnia 2009 | Boca Juniors - Argentinos Juniors 2:2 Guillermo Andrés Marino 47, 51 - Gabriel Agustín Hauche 30, Nicolás Andrés Gianni 45                             |
| 23 sierpnia 2009 | CA Colón - CA Vélez Sarsfield 0:1 Jonathan Cristaldo 83                                                                                                |

### Apertura 2
| Data             | Mecz |
| ---------------- | --- |
| 28 sierpnia 2009 | Racing Club de Avellaneda - CA Colón 1:1 Rubén Darío Ramírez 90k - Federico Gastón Nieto 65                                                                                     |
| 28 sierpnia 2009 | CA Tigre - Rosario Central 1:2 Martín Gerardo Morel 19k - Emilio José Zelaya 22, Andrés Franzoia 90                                                                             |
| 29 sierpnia 2009 | Argentinos Juniors - CA Banfield 1:1 Gabriel Agustín Hauche 61 - Santiago Martín Silva 8                                                                                        |
| 29 sierpnia 2009 | Estudiantes La Plata - Gimnasia y Esgrima La Plata 3:0 Juan Manuel Salgueiro 18, Mauro Boselli 68, Enzo Nicolás Pérez 73                                                        |
| 29 sierpnia 2009 | Godoy Cruz Antonio Tomba - San Lorenzo de Almagro 1:1 Daniel Alejandro Vega 25 - Alejandro Darío Gómez 89                                                                       |
| 29 sierpnia 2009 | CA Vélez Sarsfield - Arsenal Sarandí Buenos Aires 3:1 Nicolás Hernán Otamendi 23, Hernán Rodrigo López 62, Maximiliano Nicolás Moralez 78 - Cristian Osvaldo Álvarez 70         |
| 30 sierpnia 2009 | River Plate - Chacarita Juniors 4:3 Diego Buonanotte 5, Gustavo Daniel Cabral 32, Daniel Alberto Villalba 68, Ariel Ortega 87 - Matías Alustiza 22, 45, Facundo Manuel Parra 53 |
| 30 sierpnia 2009 | Club Atlético Lanús - Boca Juniors 1:2 Agustín Daniel Pelletieri 22 - Júlio César Cáceres 17, Martín Palermo 70                                                                 |
| 30 sierpnia 2009 | Newell’s Old Boys - CA Huracán 1:0 Juan Manuel Insaurralde 40 |
| 30 sierpnia 2009 | Atlético Tucumán - Independiente 2:4 César Javier Montiglio 24, Luis Miguel Rodríguez 79 - Darío Alejandro Gandín 63, Patricio Julián Rodríguez 68, 85, Leonel Jorge Núñez 90   |

### Apertura 3
| Data            | Mecz |
| --------------- | --- |
| 2 września 2009 | Argentinos Juniors - Club Atlético Lanús 0:0 |
| 2 września 2009 | Arsenal Sarandí Buenos Aires - Racing Club de Avellaneda 0:0                                                                                            |
| 2 września 2009 | San Lorenzo de Almagro - Estudiantes La Plata 2:2 Leandro Atilio Romagnoli 76, Sebastián González 79 - Mauro Boselli 39k, Leandro Damián Benítez 35     |
| 3 września 2009 | Independiente - Godoy Cruz Antonio Tomba 2:0 Darío Alejandro Gandín 65k, Ignacio Piatti 88 mecz rozegrany został na stadionie klubu Club Atlético Lanús |
| 3 września 2009 | CA Huracán - Atlético Tucumán 0:2 Juan Pablo Pereyra 60, Pablo Ignacio Calandria 80                                                                     |
| 3 września 2009 | Boca Juniors - Newell’s Old Boys 1:1 Lucas Viatri 56 - Leonel Ezequiel Vangioni 65                                                                      |
| 4 września 2009 | CA Banfield - Chacarita Juniors 1:0 Santiago Martín Silva 43                                                                                            |
| 4 września 2009 | CA Colón - CA Tigre 5:1 Esteban Óscar Fuertes 11, 38k, 68, Federico Gastón Nieto 53, Alfredo Germán Ramírez 55 - Leandro Hernán Lazzaro 12              |
| 4 września 2009 | Gimnasia y Esgrima La Plata - CA Vélez Sarsfield 0:1 Maximiliano Nicolás Moralez 90                                                                     |
| 8 września 2009 | Rosario Central - River Plate 2:1 Guillermo Enio Burdisso 16, Gonzalo Castillejos 52 - Mauro Alberto Díaz 72                                            |

### Apertura 4
| Data             | Mecz |
| ---------------- | --- |
| 11 września 2009 | Racing Club de Avellaneda - Gimnasia y Esgrima La Plata 1:1 Rubén Darío Ramírez 25 - Sebastián Ariel Romero 77        |
| 11 września 2009 | Newell’s Old Boys - Argentinos Juniors 0:1 Néstor Ezequiel Ortigoza 64k                                               |
| 12 września 2009 | CA Tigre - Arsenal Sarandí Buenos Aires 1:2 Matías Alejandro Giménez 14 - Cristian Osvaldo Álvarez 18, Franco Jara 32 |
| 12 września 2009 | Chacarita Juniors - Rosario Central 0:1 Jorge Martín Núñez 33s mecz rozegrany został na stadionie klubu CA Huracán    |
| 12 września 2009 | Atlético Tucumán - Boca Juniors 2:0 Juan Pablo Pereyra 15, Fabio Escobar 69                                           |
| 12 września 2009 | CA Vélez Sarsfield - San Lorenzo de Almagro 0:0                                                                       |
| 13 września 2009 | River Plate - CA Colón 0:0                                                                                            |
| 13 września 2009 | Club Atlético Lanús - CA Banfield 1:2 Santiago Gabriel Salcedo 26 - Santiago Martín Silva 31, 65k                     |
| 13 września 2009 | Godoy Cruz Antonio Tomba - CA Huracán 1:1 Ariel Rojas 36 - Leandro Javier Díaz 84                                     |
| 13 września 2009 | Estudiantes La Plata - Independiente 2:1 Mauro Boselli 3, Juan Manuel Díaz 87 - Darío Alejandro Gandín 10             |

### Apertura 5
| Data             | Mecz |
| ---------------- | --- |
| 18 września 2009 | CA Huracán - Estudiantes La Plata 1:4 Patricio Daniel Toranzo 56 - Juan Manuel Salgueiro 38, Mauro Boselli 44, Enzo Nicolás Pérez 78, Maximiliano Ezequiel Núñez 90                                     |
| 18 września 2009 | Rosario Central - CA Banfield 0:0 |
| 19 września 2009 | Independiente - CA Vélez Sarsfield 2:2 Néstor Andrés Silvera 65, Carlos Javier Matheu 81 - Hernán Rodrigo López 55k, Jonathan Cristaldo 60 mecz rozegrany został na stadionie klubu Club Atlético Lanús |
| 19 września 2009 | Argentinos Juniors - Atlético Tucumán 2:1 Víctor Ismael Sosa 23, 51 - Luis Miguel Rodríguez 81 |
| 19 września 2009 | CA Colón - Chacarita Juniors 3:1 Federico Gastón Nieto 18, Germán Ezequiel Rivarola 28, Esteban Óscar Fuertes 67 - Cristian Emilio Grabinski 42                                                         |
| 19 września 2009 | Gimnasia y Esgrima La Plata - CA Tigre 2:0 José Nicolás Vizcarra 60k, Esteban Nicolás González 87 |
| 20 września 2009 | Boca Juniors - Godoy Cruz Antonio Tomba 2:3 Sebastián Alejandro Battaglia 36, Gary Alexis Medel 55 - Matías Maximiliano Jara 6, Federico Fernando Higuaín 77k, Cristian Gabriel Chávez 89               |
| 20 września 2009 | Club Atlético Lanús - Newell’s Old Boys 0:2 Jorge Daniel Achucarro 21, Joaquín Antonio Boghossian 54 |
| 20 września 2009 | Arsenal Sarandí Buenos Aires - River Plate 1:0 Cristian Osvaldo Álvarez 9 |
| 20 września 2009 | San Lorenzo de Almagro - Racing Club de Avellaneda 0:0 |

### Apertura 6
| Data             | Mecz |
| ---------------- | --- |
| 25 września 2009 | CA Banfield - Newell’s Old Boys 2:1 Santiago Martín Silva 67k, James David Rodríguez 72 - Cristian Nicolás Sánchez Prette 65                                              |
| 25 września 2009 | Godoy Cruz Antonio Tomba - Argentinos Juniors 2:4 Daniel Alejandro Vega 41, Leonardo Germán Sigali 85 - Gabriel Agustín Hauche 53, 67, 90, Víctor Ismael Sosa 58          |
| 26 września 2009 | CA Tigre - San Lorenzo de Almagro 2:3 Leandro Hernán Lazzaro 18, Cristian Damián Leyes 32 - Fabián Bordagaray 29, Juan Carlos Menseguéz 45, 84                            |
| 26 września 2009 | Chacarita Juniors - Arsenal Sarandí Buenos Aires 1:0 Facundo Manuel Parra 14 mecz rozegrany został na stadionie klubu Argentinos Juniors                                  |
| 26 września 2009 | Rosario Central - CA Colón 0:1 Federico Gastón Nieto 29 |
| 26 września 2009 | Estudiantes La Plata - Boca Juniors 2:1 José Luis Calderón 11, Enzo Nicolás Pérez 50 - Martín Palermo 47 mecz rozegrany został na stadionie klubu CA Argentino de Quilmes |
| 27 września 2009 | Racing Club de Avellaneda - Independiente 1:2 Damián Andrés Ledesma 48 - Darío Alejandro Gandín 2, 29                                                                     |
| 27 września 2009 | River Plate - Gimnasia y Esgrima La Plata 2:2 Daniel Alberto Villalba 42, Diego Buonanotte 52 - Álvaro Andrés Ormeño 73, Juan Ezequiel Cuevas 87                          |
| 27 września 2009 | Atlético Tucumán - Club Atlético Lanús 2:2 Fabio Escobar 59, Fabio Escobar 72 - Santiago Abel Hoyos 80, Adrián Maximiliano Peralta 86                                     |
| 27 września 2009 | CA Vélez Sarsfield - CA Huracán 2:0 Jonathan Cristaldo 8, 75 |

### Apertura 7
| Data                | Mecz |
| ------------------- | --- |
| 2 października 2009 | CA Colón - CA Banfield 0:0 |
| 2 października 2009 | Independiente - CA Tigre 2:1 Walter Aníbal Acevedo 18, Carlos Javier Matheu 53 - Carlos Ariel Luna 15 mecz rozegrany został na stadionie klubu Club Atlético Lanús |
| 3 października 2009 | CA Huracán - Racing Club de Avellaneda 3:1 Ezequiel Nicolás Filippetto 21, Rodrigo Ezequiel Díaz 41, Patricio Daniel Toranzo 65 - Sebastián Hugo Grazzini 83       |
| 3 października 2009 | Argentinos Juniors - Estudiantes La Plata 1:0 Matías Nicolás Caruzzo 27                                                                                            |
| 3 października 2009 | Newell’s Old Boys - Atlético Tucumán 3:0 Juan Manuel Insaurralde 9, Jorge Daniel Achucarro 56, Mauro Formica 88                                                    |
| 3 października 2009 | Arsenal Sarandí Buenos Aires - Rosario Central 1:0 Franco Jara 86                                                                                                  |
| 4 października 2009 | Boca Juniors - CA Vélez Sarsfield 3:2 Sebastián Alejandro Battaglia 35, Juan Román Riquelme 64, Martín Palermo 73 - Leandro Rubén Caruso 6, 47                     |
| 4 października 2009 | Club Atlético Lanús - Godoy Cruz Antonio Tomba 1:0 Santiago Abel Hoyos 45                                                                                          |
| 4 października 2009 | Gimnasia y Esgrima La Plata - Chacarita Juniors 2:0 Juan Ezequiel Cuevas 45, Lucas León Landa 53                                                                   |
| 4 października 2009 | San Lorenzo de Almagro - River Plate 2:1 Leandro Atilio Romagnoli 83, Bernardo Daniel Romeo 86 - Diego Buonanotte 27                                               |

### Apertura 8
| Data                 | Mecz |
| -------------------- | --- |
| 7 października 2009  | CA Tigre - CA Huracán 2:2 Carlos Ariel Luna 72, Rodolfo Martín Arruabarrena 85 - Lucas Ezequiel Trecarichi 13, Rodrigo Ezequiel Díaz 22                               |
| 7 października 2009  | CA Banfield - Atlético Tucumán 1:1 Santiago Martín Silva 75k - Luis Miguel Rodríguez 29                                                                               |
| 7 października 2009  | Godoy Cruz Antonio Tomba - Newell’s Old Boys 1:1 Leandro Gabriel Torres 46 - Mauro Formica 17                                                                         |
| 8 października 2009  | Racing Club de Avellaneda - Boca Juniors 1:2 Pablo Nicolás Caballero 32 - Lucas Viatri 46, 60                                                                         |
| 8 października 2009  | CA Colón - Arsenal Sarandí Buenos Aires 4:1 Alfredo Germán Ramírez 22, Germán Ezequiel Rivarola 46, Facundo Bertoglio 65, Jonathan Bauman 67 - Matías Omar Pérez 48   |
| 8 października 2009  | CA Vélez Sarsfield - Argentinos Juniors 1:0 Maximiliano Nicolás Moralez 40                                                                                            |
| 9 października 2009  | Chacarita Juniors - San Lorenzo de Almagro 0:2 Diego Alejandro Rivero 18, Alejandro Darío Gómez 49 mecz rozegrany został na stadionie klubu Argentinos Juniors        |
| 9 października 2009  | Rosario Central - Gimnasia y Esgrima La Plata 1:1 Jonathan David Gómez 76 - Lucas Nahuel Castro 9                                                                     |
| 9 października 2009  | Estudiantes La Plata - Club Atlético Lanús 1:1 Marcelo Adrián Carrusca 22 - Carlos Darío Quintana 81 mecz rozegrany został na stadionie klubu CA Argentino de Quilmes |
| 12 października 2009 | River Plate - Independiente 1:3 Marcelo Daniel Gallardo 90k - Darío Alejandro Gandín 11, Ignacio Piatti 29, Néstor Andrés Silvera 33                                  |

### Apertura 9
| Data                 | Mecz |
| -------------------- | --- |
| 16 października 2009 | Club Atlético Lanús - CA Vélez Sarsfield 1:1 Maximiliano Nicolás Velázquez 17 - Leandro Daniel Somoza 81                                  |
| 16 października 2009 | San Lorenzo de Almagro - Rosario Central 1:0 Bernardo Daniel Romeo 42                                                                     |
| 17 października 2009 | Argentinos Juniors - Racing Club de Avellaneda 2:0 Andrés Scotti 12, Santiago Raymonda 35                                                 |
| 17 października 2009 | Atlético Tucumán - Godoy Cruz Antonio Tomba 1:1 Luis Miguel Rodríguez 45k - Jesús Jonathan Vera 55                                        |
| 17 października 2009 | Arsenal Sarandí Buenos Aires - CA Banfield 1:1 Iván José Marcone 59 - Sebastián Bruno Fernández 76                                        |
| 17 października 2009 | Gimnasia y Esgrima La Plata - CA Colón 1:2 José Nicolás Vizcarra 88 - Rubén Darío Maldonado 37s, Ariel Hernán Garcé 77k                   |
| 18 października 2009 | Independiente - Chacarita Juniors 1:1 Leonel Galeano 29 - Matías Alustiza 57 mecz rozegrany został na stadionie klubu Club Atlético Lanús |
| 18 października 2009 | CA Huracán - River Plate 0:0 |
| 18 października 2009 | Boca Juniors - CA Tigre 2:1 Nicolás Gaitán 50, 59 - Carlos Ariel Luna 78 mecz rozegrany został na stadionie klubu CA Vélez Sarsfield      |
| 18 października 2009 | Newell’s Old Boys - Estudiantes La Plata 2:1 Joaquín Antonio Boghossian 28, Rolando Carlos Schiavi 77 - Leandro Damián Benítez 30         |

### Apertura 10
| Data                 | Mecz |
| -------------------- | --- |
| 23 października 2009 | Estudiantes La Plata - Atlético Tucumán 1:0 Mauro Boselli 31k mecz rozegrany został na stadionie klubu CA Argentino de Quilmes |
| 23 października 2009 | Rosario Central - Independiente 2:0 Jorge Emanuel Broun 32k, Emilio José Zelaya 50                                             |
| 24 października 2009 | Racing Club de Avellaneda - Club Atlético Lanús 1:1 Claudio Yacob 60 - Eduardo Salvio 9                                        |
| 24 października 2009 | Chacarita Juniors - CA Huracán 1:0 Mariano Echeverría 64 mecz rozegrany został na stadionie klubu Argentinos Juniors           |
| 24 października 2009 | CA Banfield - Godoy Cruz Antonio Tomba 3:0 Santiago Martín Silva 14, 32, James David Rodríguez 44                              |
| 24 października 2009 | CA Vélez Sarsfield - Newell’s Old Boys 1:2 Jonathan Cristaldo 31 - Joaquín Antonio Boghossian 48, 69                           |
| 25 października 2009 | CA Colón - San Lorenzo de Almagro 2:1 Federico Gastón Nieto 5, 47 - Marcelo Jesús Goux 75s                                     |
| 25 października 2009 | Arsenal Sarandí Buenos Aires - Gimnasia y Esgrima La Plata 1:0 Diego Alberto Galván 85                                         |
| 25 października 2009 | CA Tigre - Argentinos Juniors 1:1 Martín Gerardo Morel 55 - Néstor Ezequiel Ortigoza 6k                                        |
| 25 października 2009 | River Plate - Boca Juniors 1:1 Marcelo Daniel Gallardo 29 - Martín Palermo 63                                                  |

### Apertura 11
| Data                 | Mecz |
| -------------------- | --- |
| 27 października 2009 | Newell’s Old Boys - Racing Club de Avellaneda 1:0 Juan Manuel Insaurralde 69                                                                                               |
| 27 października 2009 | Atlético Tucumán - CA Vélez Sarsfield 1:2 Javier Marcelo Páez 39 - Rolando David Zárate 27, Maximiliano Nicolás Moralez 90+4k                                              |
| 27 października 2009 | Godoy Cruz Antonio Tomba - Estudiantes La Plata 1:2 Cristian Gabriel Chávez 73 - Jorge Curbelo 78s, Leandro Desábato 83                                                    |
| 28 października 2009 | Independiente - CA Colón 3:2 Néstor Andrés Silvera 12, Ignacio Piatti 43, 72 - Federico Gastón Nieto 35, Alfredo Germán Ramírez 88                                         |
| 28 października 2009 | CA Huracán - Rosario Central 1:0 Eduardo Rodrigo Domínguez 5 |
| 28 października 2009 | Gimnasia y Esgrima La Plata - CA Banfield 0:1 Santiago Martín Silva 66 |
| 28 października 2009 | San Lorenzo de Almagro - Arsenal Sarandí Buenos Aires 3:2 Diego Alejandro Rivero 14, Gonzalo Eduardo Rovira 69, Alejandro Darío Gómez 85 - Franco Jara 5, Cristian Tula 50 |
| 29 października 2009 | Boca Juniors - Chacarita Juniors 3:0 Federico Insúa 17, Nicolás Gaitán 40, Sebastián Alejandro Battaglia 53                                                                |
| 29 października 2009 | Argentinos Juniors - River Plate 1:2 Néstor Ezequiel Ortigoza 90k - Diego Buonanotte 30, Mauro Rosales 79                                                                  |
| 29 października 2009 | Club Atlético Lanús - CA Tigre 4:0 Eduardo Salvio 18, Marcos Sebastián Aguirre 21, Sebastián Marcelo Blanco 61, Santiago Biglieri 81                                       |

### Apertura 12
| Data                 | Mecz |
| -------------------- | --- |
| 31 października 2009 | Racing Club de Avellaneda - Atlético Tucumán 4:0 Pablo Ariel Lugüercio 5, Pablo Nicolás Caballero 12, Adrián Lucero 34, Lucas Elio Aveldaño 70                                                       |
| 31 października 2009 | Gimnasia y Esgrima La Plata - San Lorenzo de Almagro 2:2 José Nicolás Vizcarra 22, Rubén Darío Maldonado 90 - Juan Carlos Menseguéz 39k, Pablo César Pintos 47                                       |
| 31 października 2009 | CA Vélez Sarsfield - Godoy Cruz Antonio Tomba 2:0 Fabián Alberto Cubero 13, Leandro Daniel Somoza 57                                                                                                 |
| 1 listopada 2009     | River Plate - Club Atlético Lanús 0:1 Maximiliano Nicolás Velázquez 31 |
| 1 listopada 2009     | Chacarita Juniors - Argentinos Juniors 2:2 Cristian Emilio Grabinski 31, Facundo Manuel Parra 68 - Nicolás Pavlovich 58, Mauro Bogado 89 mecz rozegrany został na stadionie klubu Argentinos Juniors |
| 1 listopada 2009     | Rosario Central - Boca Juniors 2:1 Jesús David Méndez 4, Gonzalo Castillejos 74 - Juan Ángel Krupoviesa 35                                                                                           |
| 1 listopada 2009     | Arsenal Sarandí Buenos Aires - Independiente 1:0 Franco Jara 57 |
| 2 listopada 2009     | CA Tigre - Newell’s Old Boys 1:2 Carlos Ariel Luna 68 - Mauro Formica 66, Joaquín Antonio Boghossian 85                                                                                              |
| 2 listopada 2009     | CA Banfield - Estudiantes La Plata 2:1 Santiago Martín Silva 10, Walter Daniel Erviti 68 - Juan Sebastián Verón 37                                                                                   |
| 3 listopada 2009     | CA Colón - CA Huracán 3:0 Federico Gastón Nieto 73, 80, 81 |

### Apertura 13
| Data             | Mecz |
| ---------------- | --- |
| 6 listopada 2009 | Independiente - Gimnasia y Esgrima La Plata 1:0 Eduardo Nicolás Tuzzio 87 |
| 6 listopada 2009 | Argentinos Juniors - Rosario Central 1:1 Nicolás Pavlovich 42 - Emilio José Zelaya 16                                                                                           |
| 7 listopada 2009 | Club Atlético Lanús - Chacarita Juniors 0:3 Cristian Humberto Milla 38, Facundo Manuel Parra 51, 71                                                                             |
| 7 listopada 2009 | Newell’s Old Boys - River Plate 2:1 Joaquín Antonio Boghossian 4, 79 - Diego Buonanotte 63                                                                                      |
| 7 listopada 2009 | Atlético Tucumán - CA Tigre 4:2 Juan Pablo Pereyra 18, 57, Jonathan Blanco 55s, Emmanuel Gigliotti 81 - Matías Alejandro Giménez 5, Carlos Ariel Luna 47                        |
| 7 listopada 2009 | Godoy Cruz Antonio Tomba - Racing Club de Avellaneda 3:1 Jesús Jonathan Vera 3, Federico Fernando Higuaín 13, Cristian Gabriel Chávez 90+3 - Leonardo Germán Sigali 56s         |
| 8 listopada 2009 | Boca Juniors - CA Colón 0:0 |
| 8 listopada 2009 | Estudiantes La Plata - CA Vélez Sarsfield 3:0 Leandro Desábato 33, Mauro Boselli 57, Leandro Damián Benítez 83 mecz rozegrany został na stadionie klubu CA Argentino de Quilmes |
| 8 listopada 2009 | San Lorenzo de Almagro - CA Banfield 0:1 Sebastián Bruno Fernández 71 |
| 9 listopada 2009 | CA Huracán - Arsenal Sarandí Buenos Aires 1:1 Nicolás Trecco 47 - Diego Alberto Galván 90+3                                                                                     |

### Apertura 14
| Data              | Mecz |
| ----------------- | --- |
| 13 listopada 2009 | CA Tigre - Godoy Cruz Antonio Tomba 2:0 Martín Gerardo Morel 18, Carlos Rubén Fondacaro 90+3                                                                         |
| 13 listopada 2009 | Chacarita Juniors - Newell’s Old Boys 0:1 Omar Zarif 38s mecz rozegrany został na stadionie klubu Argentinos Juniors                                                 |
| 14 listopada 2009 | CA Banfield - CA Vélez Sarsfield 3:0 James David Rodríguez 46, Cristian Andrès García 48, 58                                                                         |
| 14 listopada 2009 | CA Colón - Argentinos Juniors 2:0 Esteban Óscar Fuertes 2k, 65k |
| 15 listopada 2009 | River Plate - Atlético Tucumán 3:1 Marcelo Daniel Gallardo 70, Diego Buonanotte 74, Daniel Alberto Villalba 76 - Emmanuel Gigliotti 1                                |
| 15 listopada 2009 | Arsenal Sarandí Buenos Aires - Boca Juniors 1:1 Cristian Osvaldo Álvarez 75 - Gary Alexis Medel 28                                                                   |
| 15 listopada 2009 | San Lorenzo de Almagro - Independiente 0:3 Darío Alejandro Gandín 37, Alberto Martín Gómez 75, Leonel Jorge Núñez 78                                                 |
| 16 listopada 2009 | Racing Club de Avellaneda - Estudiantes La Plata 1:0 Pablo Ariel Lugüercio 5                                                                                         |
| 16 listopada 2009 | Rosario Central - Club Atlético Lanús 0:0 |
| 16 listopada 2009 | Gimnasia y Esgrima La Plata - CA Huracán 4:1 José Nicolás Vizcarra 18, Sebastián Ariel Romero 33, Marco Pérez 74, Denis Stracqualursi 81 - Diego Manuel Rodríguez 31 |

### Apertura 15
| Data              | Mecz |
| ----------------- | --- |
| 20 listopada 2009 | Club Atlético Lanús - CA Colón 3:0 Cristian Menéndez 41, Sebastián Marcelo Blanco 49, Santiago Gabriel Salcedo 54k                                                                                         |
| 20 listopada 2009 | Estudiantes La Plata - CA Tigre 3:1 Mauro Boselli 5, 60, Germán David Ré 54 - Christian Ariel Cellay 57s mecz rozegrany został na stadionie klubu CA Argentino de Quilmes                                  |
| 21 listopada 2009 | Independiente - CA Banfield 1:2 Darío Alejandro Gandín 48 - Lucas Armando Mareque 51s, Santiago Martín Silva 76                                                                                            |
| 21 listopada 2009 | CA Huracán - San Lorenzo de Almagro 0:2 Renato Civelli 9, Juan Manuel Torres 90 |
| 21 listopada 2009 | Atlético Tucumán - Chacarita Juniors 2:1 Sebastián Longo 45, Fabio Escobar 74 - Emanuel Adrián Centurión 45                                                                                                |
| 22 listopada 2009 | Boca Juniors - Gimnasia y Esgrima La Plata 4:0 Gary Alexis Medel 17, Federico Insúa 43, 68, Nicolás Gaitán 83                                                                                              |
| 22 listopada 2009 | Newell’s Old Boys - Rosario Central 2:2 Joaquín Antonio Boghossian 15, Jorge Daniel Achucarro 27 - Gervasio Núñez 11, Diego Martín Chitzoff 12                                                             |
| 22 listopada 2009 | Godoy Cruz Antonio Tomba - River Plate 1:1 Ariel Rojas 47 - Mauro Rosales 3 |
| 23 listopada 2009 | Argentinos Juniors - Arsenal Sarandí Buenos Aires 1:1 Gabriel Agustín Hauche 21 - Facundo Ezequiel Silva 81                                                                                                |
| 23 listopada 2009 | CA Vélez Sarsfield - Racing Club de Avellaneda 4:2 Leandro Rubén Caruso 29, Nicolás Alejandro Cabrera 37, Hernán Rodrigo López 54, Alejandro Ariel Cabral 73 - Gastón Díaz 24s, Sebastián Hugo Grazzini 80 |

### Apertura 16
| Data              | Mecz |
| ----------------- | --- |
| 27 listopada 2009 | Independiente - CA Huracán 2:0 Leonel Galeano 47, Darío Alejandro Gandín 88 |
| 27 listopada 2009 | Rosario Central - Atlético Tucumán 1:1 Guillermo Enio Burdisso 8 - Fabio Escobar 77 |
| 28 listopada 2009 | River Plate - Estudiantes La Plata 1:1 Ariel Ortega 90+2 - Leandro Desábato 31 |
| 28 listopada 2009 | Chacarita Juniors - Godoy Cruz Antonio Tomba 2:1 Matías Alustiza 25, Diego Alberto Morales 90+4 - Ariel Rojas 75 mecz rozegrany został na stadionie klubu Argentinos Juniors                                                             |
| 29 listopada 2009 | CA Tigre - CA Vélez Sarsfield 0:3 Waldo Alonso Ponce 27, 90, Emiliano Ramiro Papa 84 |
| 29 listopada 2009 | CA Banfield - Racing Club de Avellaneda 1:2 Santiago Martín Silva 16 - Matías Alfredo Martínez 9, Gabriel Iván Mercado 63 |
| 29 listopada 2009 | San Lorenzo de Almagro - Boca Juniors 3:0 Gastón Damián Aguirre 10, 20, Fabián Bordagaray 52 |
| 30 listopada 2009 | CA Colón - Newell’s Old Boys 0:1 Joaquín Antonio Boghossian 65 |
| 30 listopada 2009 | Arsenal Sarandí Buenos Aires - Club Atlético Lanús 2:5 Diego Alberto Galván 5, Javier Yacuzzi 61 - Sebastián Marcelo Blanco 32, Cristian Menéndez 63, Santiago Biglieri 83, Santiago Gabriel Salcedo 87k, Agustín Daniel Pelletieri 90+1 |
| 30 listopada 2009 | Gimnasia y Esgrima La Plata - Argentinos Juniors 1:2 José Nicolás Vizcarra 60 - Gabriel Agustín Hauche 64, Gonzálo Prósperi 80 |

### Apertura 17
| Data           | Mecz |
| -------------- | --- |
| 3 grudnia 2009 | Estudiantes La Plata - Chacarita Juniors 0:0 mecz rozegrany został na stadionie klubu CA Argentino de Quilmes                                 |
| 4 grudnia 2009 | Racing Club de Avellaneda - CA Tigre 1:0 Sebastián Hugo Grazzini 70                                                                           |
| 4 grudnia 2009 | CA Huracán - CA Banfield 0:1 Santiago Martín Silva 68                                                                                         |
| 4 grudnia 2009 | Godoy Cruz Antonio Tomba - Rosario Central 1:1 Federico Fernando Higuaín 90+5k - Diego Luis Braghieri 90                                      |
| 5 grudnia 2009 | Boca Juniors - Independiente 1:2 Pablo Nicolás Mouche 55 - Néstor Andrés Silvera 25, Ignacio Piatti 87                                        |
| 5 grudnia 2009 | Argentinos Juniors - San Lorenzo de Almagro 2:1 Facundo Gabriel Coria 55, Gustavo Andrés Oberman 68 - Pablo César Pintos 18                   |
| 5 grudnia 2009 | Atlético Tucumán - CA Colón 2:0 Luis Miguel Rodríguez 8k, 32                                                                                  |
| 6 grudnia 2009 | Club Atlético Lanús - Gimnasia y Esgrima La Plata 2:0 Sebastián Marcelo Blanco 28, Santiago Gabriel Salcedo 90                                |
| 6 grudnia 2009 | Newell’s Old Boys - Arsenal Sarandí Buenos Aires 1:2 Joaquín Antonio Boghossian 52 - Franco Jara 14, Matías Omar Pérez 36                     |
| 6 grudnia 2009 | CA Vélez Sarsfield - River Plate 3:1 Maximiliano Nicolás Moralez 31, Hernán Rodrigo López 83, Rolando David Zárate 90 - Mauro Alberto Díaz 76 |

### Apertura 18
| Data              | Mecz |
| ----------------- | --- |
| 11 listopada 2009 | Rosario Central - Estudiantes La Plata 3:0 Juan Sebastián Verón 6s, Gonzalo Castillejos 45, Agustín Alayes 68s |
| 8 grudnia 2009    | Independiente - Argentinos Juniors 1:1 Darío Alejandro Gandín 81 - Gonzálo Prósperi 89                         |
| 8 grudnia 2009    | CA Huracán - Boca Juniors 0:0                                                                                  |
| 8 grudnia 2009    | CA Colón - Godoy Cruz Antonio Tomba 1:0 Federico Gastón Nieto 53k                                              |
| 9 grudnia 2009    | CA Banfield - CA Tigre 1:0 Víctor Rubén López 84                                                               |
| 9 grudnia 2009    | Gimnasia y Esgrima La Plata - Newell’s Old Boys 0:2 Mauro Formica 15, Joaquín Antonio Boghossian 32            |
| 9 grudnia 2009    | San Lorenzo de Almagro - Club Atlético Lanús 0:1 Gastón Damián Aguirre 83s                                     |
| 10 grudnia 2009   | River Plate - Racing Club de Avellaneda 2:0 Diego Buonanotte 31k, Matías Enrique Abelairas 40                  |
| 10 grudnia 2009   | Chacarita Juniors - CA Vélez Sarsfield 0:0 mecz rozegrany został na stadionie klubu Argentinos Juniors         |
| 10 grudnia 2009   | Arsenal Sarandí Buenos Aires - Atlético Tucumán 2:0 Martín Rodrigo Granero 35s, Franco Jara 85                 |

### Apertura 19
| Data              | Mecz |
| ----------------- | --- |
| 25 listopada 2009 | Estudiantes La Plata - CA Colón 0:1 Federico Gastón Nieto 90+2 mecz rozegrany został na stadionie klubu CA Argentino de Quilmes                     |
| 12 grudnia 2009   | Argentinos Juniors - CA Huracán 5:1 Néstor Ezequiel Ortigoza 7k, Juan Ignacio Mercier 40, Gabriel Agustín Hauche 67, 70, 84 - Alejandro Quintana 81 |
| 12 grudnia 2009   | Club Atlético Lanús - Independiente 0:0 |
| 13 grudnia 2009   | Racing Club de Avellaneda - Chacarita Juniors 0:2 Facundo Manuel Parra 27k, Germán Ezequiel Cano 81                                                 |
| 13 grudnia 2009   | CA Tigre - River Plate 0:2 Rogelio Funes Mori 45, Diego Buonanotte 58                                                                               |
| 13 grudnia 2009   | Boca Juniors - CA Banfield 2:0 Martín Palermo 7k, 59                                                                                                |
| 13 grudnia 2009   | Newell’s Old Boys - San Lorenzo de Almagro 0:2 Fabián Bordagaray 11, 67                                                                             |
| 13 grudnia 2009   | CA Vélez Sarsfield - Rosario Central 1:2 Hernán Ismael Galíndez 72s - Emilio José Zelaya 25, Gonzalo Castillejos 52                                 |
| 14 grudnia 2009   | Atlético Tucumán - Gimnasia y Esgrima La Plata 1:0 Emmanuel Gigliotti 75                                                                            |
| 14 grudnia 2009   | Godoy Cruz Antonio Tomba - Arsenal Sarandí Buenos Aires 0:0                                                                                         |

### Tabela końcowa Apertura 2009/10
| Poz | Klub                         | Mecze | Zw | Rem | Por | Pkt | BrZd | BrStr |
| --- | ---------------------------- | ----- | -- | --- | --- | --- | ---- | ----- |
| 1   | CA Banfield                  | 19    | 12 | 5   | 2   | 41  | 25   | 11    |
| 2   | Newell’s Old Boys            | 19    | 12 | 3   | 4   | 39  | 26   | 15    |
| 3   | CA Colón                     | 19    | 10 | 4   | 5   | 34  | 27   | 16    |
| 4   | Independiente                | 19    | 10 | 4   | 5   | 34  | 30   | 20    |
| 5   | CA Vélez Sarsfield           | 19    | 10 | 4   | 5   | 34  | 29   | 21    |
| 6   | Argentinos Juniors           | 19    | 8  | 8   | 3   | 32  | 29   | 20    |
| 7   | San Lorenzo de Almagro       | 19    | 9  | 5   | 5   | 32  | 28   | 20    |
| 8   | Estudiantes La Plata         | 19    | 9  | 4   | 6   | 31  | 28   | 19    |
| 9   | Club Atlético Lanús          | 19    | 8  | 7   | 4   | 31  | 26   | 17    |
| 10  | Rosario Central              | 19    | 8  | 7   | 4   | 31  | 21   | 14    |
| 11  | Boca Juniors                 | 19    | 7  | 6   | 6   | 27  | 28   | 24    |
| 12  | Arsenal Sarandí Buenos Aires | 19    | 7  | 6   | 6   | 27  | 20   | 24    |
| 13  | Atlético Tucumán             | 19    | 6  | 4   | 9   | 22  | 24   | 32    |
| 14  | River Plate                  | 19    | 5  | 6   | 8   | 21  | 23   | 26    |
| 15  | Chacarita Juniors            | 19    | 5  | 4   | 10  | 19  | 18   | 25    |
| 16  | Racing Club de Avellaneda    | 19    | 4  | 5   | 10  | 17  | 17   | 26    |
| 17  | Godoy Cruz Antonio Tomba     | 19    | 3  | 7   | 9   | 16  | 18   | 28    |
| 18  | Gimnasia y Esgrima La Plata  | 19    | 3  | 4   | 12  | 13  | 16   | 29    |
| 19  | CA Huracán                   | 19    | 2  | 5   | 12  | 11  | 12   | 34    |
| 20  | CA Tigre                     | 19    | 2  | 2   | 15  | 8   | 18   | 42    |

### Klasyfikacja strzelców bramek turnieju Apertura 2009/10
| Gole | Piłkarz                    | Klub                 |
| ---- | -------------------------- | -------------------- |
| 14   | Santiago Martín Silva      | CA Banfield          |
| 12   | Federico Gastón Nieto      | CA Colón             |
| 11   | Joaquín Antonio Boghossian | Newell’s Old Boys    |
| 10   | Darío Alejandro Gandín     | Independiente        |
| 9    | Gabriel Agustín Hauche     | Argentinos Juniors   |
| 9    | Mauro Boselli              | Estudiantes La Plata |
| 8    | Diego Buonanotte           | River Plate          |

## Torneo Clausura 2009/10

### Clausura 1
| Data             | Mecz |
| ---------------- | --- |
| 29 stycznia 2010 | Estudiantes La Plata - Arsenal Sarandí Buenos Aires 3:0 Marcelo Adrián Carrusca 40, Mauro Boselli 64, 68k mecz rozegrany został na stadionie klubu CA Argentino de Quilmes |
| 29 stycznia 2010 | Godoy Cruz Antonio Tomba - Gimnasia y Esgrima La Plata 1:0 Federico Fernando Higuaín 80                                                                                    |
| 30 stycznia 2010 | CA Tigre - Chacarita Juniors 0:2 Mariano Echeverría 12, 57 |
| 30 stycznia 2010 | Racing Club de Avellaneda - Rosario Central 3:0 Pablo Ariel Lugüercio 39, Matías Alfredo Martínez 43, Claudio Daniel Bieler 76                                             |
| 30 stycznia 2010 | CA Vélez Sarsfield - CA Colón 1:1 Santiago Martín Silva 35 - Lucas Emanuel Acosta 78                                                                                       |
| 30 stycznia 2010 | Atlético Tucumán - San Lorenzo de Almagro 0:1 Fabián Bordagaray 24 |
| 31 stycznia 2010 | Newell’s Old Boys - Independiente 0:0 |
| 31 stycznia 2010 | Club Atlético Lanús - CA Huracán 3:2 Gonzalo Castillejos 73, Maximiliano Nicolás Velázquez 85, Gonzalo Castillejos 90 - Patricio Daniel Toranzo 19, Gastón Machín 24       |
| 31 stycznia 2010 | Argentinos Juniors - Boca Juniors 2:2 Ezequiel Matías Muñoz 81s, Ismael Sosa 90+2 - Martín Palermo 44, Juan Román Riquelme 85                                              |
| 31 stycznia 2010 | River Plate - CA Banfield 0:1 Sebastián Bruno Fernández 74 |

### Clausura 2
| Data           | Mecz |
| -------------- | --- |
| 2 lutego 2010  | CA Colón - Racing Club de Avellaneda 2:1 Esteban Óscar Fuertes 38, Juan Manuel Lucero 49 - Juan Carlos Falcón 13                                                                                           |
| 2 lutego 2010  | Rosario Central - CA Tigre 0:1 Carlos Ariel Luna 58 |
| 2 lutego 2010  | Arsenal Sarandí Buenos Aires - CA Vélez Sarsfield 0:3 Hernán Rodrigo López 50, 90, Maximiliano Nicolás Moralez 60                                                                                          |
| 3 lutego 2010  | CA Banfield - Argentinos Juniors 0:0 mecz przerwany przy stanie 0:0 po 7 minutach z powodu ulewnego deszczu - dokończony 24 lutego                                                                         |
| 3 lutego 2010  | Boca Juniors - Club Atlético Lanús 3:1 Gary Alexis Medel 15, Martín Palermo 47, Cristian Damián Erbes 55 - Gonzalo Castillejos 43                                                                          |
| 3 lutego 2010  | CA Huracán - Newell’s Old Boys 2:1 Paolo Duval Goltz 28k, Gustavo Alberto Balvorín 83 - Cristian Manuel Núñez 69                                                                                           |
| 3 lutego 2010  | Gimnasia y Esgrima La Plata - Estudiantes La Plata 3:1 Denis Stracqualursi 44, 80, Juan Ezequiel Cuevas 90+3 - Juan Sebastián Verón 88                                                                     |
| 4 lutego 2010  | Chacarita Juniors - River Plate 2:3 Cristian Emilio Grabinski 76, Facundo Manuel Parra 87 - Paulo Andrés Ferrari 21, 28, Gustavo Bou 81 mecz rozegrany został na stadionie klubu Racing Club de Avellaneda |
| 4 lutego 2010  | San Lorenzo de Almagro - Godoy Cruz Antonio Tomba 0:1 César Alberto Carranza 36 |
| 4 lutego 2010  | Independiente - Atlético Tucumán 3:1 Andrés Silvera 21, 56, 58 - Fabio Escobar 28 |
| 24 lutego 2010 | CA Banfield - Argentinos Juniors 3:0 Sebastián Bruno Fernández 16, Marcelo Quinteros 29, Rubén Darío Ramírez 50 dokończenie brakujących 83 minut meczu przerwanego 3 lutego                                |

### Clausura 3
| Data          | Mecz |
| ------------- | --- |
| 6 lutego 2010 | Newell’s Old Boys - Boca Juniors 4:2 Juan Manuel Insaurralde 2, Jorge Daniel Achucarro 15, Mauro Formica 18, Lucas Bernardi 90 - Martín Palermo 34k, Lucas Viatri 86                                                                                       |
| 6 lutego 2010 | Club Atlético Lanús - Argentinos Juniors 3:6 Marcos Sebastián Aguirre 9, Santiago Gabriel Salcedo 12, Leandro Nicolás Díaz 81 - Rodrigo Erramuspe 23s, Nicolás Pavlovich 43, 55, Ismael Sosa 63, Néstor Ezequiel Ortigoza 68, Emilio Exequiel Hernández 79 |
| 6 lutego 2010 | CA Tigre - CA Colón 2:2 Néstor Ayala 18, 63k - Daniel Andrés Ríos 3, Cristian Alberto Pellerano 49 |
| 6 lutego 2010 | CA Vélez Sarsfield - Gimnasia y Esgrima La Plata 2:1 Álvaro Andrés Ormeño 6s, Fernando Omar Tobio 25 - Marco Pérez 40 |
| 7 lutego 2010 | Chacarita Juniors - CA Banfield 2:1 Lisandro López 49, Facundo Manuel Parra 55 - Cristian Andrès García 9 mecz rozegrany został na stadionie klubu Argentinos Juniors                                                                                      |
| 7 lutego 2010 | River Plate - Rosario Central 0:0 |
| 7 lutego 2010 | Racing Club de Avellaneda - Arsenal Sarandí Buenos Aires 2:4 Matías Cahais 9, Gabriel Agustín Hauche 61 - Franco Jara 25, Diego Alberto Galván 73, Mauro Iván Obolo 86, 89                                                                                 |
| 7 lutego 2010 | Estudiantes La Plata - San Lorenzo de Almagro 2:0 Mauro Boselli 2, Juan Sebastián Verón 44 mecz rozegrany został na stadionie klubu CA Argentino de Quilmes                                                                                                |
| 8 lutego 2010 | Godoy Cruz Antonio Tomba - Independiente 0:0 |
| 8 lutego 2010 | Atlético Tucumán - CA Huracán 0:0 |

### Clausura 4
| Data           | Mecz |
| -------------- | --- |
| 12 lutego 2010 | Arsenal Sarandí Buenos Aires - CA Tigre 0:2 Néstor Ayala 10, Carlos Ariel Luna 57                                                                                     |
| 12 lutego 2010 | Rosario Central - Chacarita Juniors 1:1 Emilio José Zelaya 45 - Lisandro López 85                                                                                     |
| 13 lutego 2010 | Gimnasia y Esgrima La Plata - Racing Club de Avellaneda 1:0 Marco Pérez 31                                                                                            |
| 13 lutego 2010 | CA Banfield - Club Atlético Lanús 2:0 Roberto Miguel Battión 58, James David Rodríguez 90+4                                                                           |
| 13 lutego 2010 | CA Huracán - Godoy Cruz Antonio Tomba 0:0 |
| 14 lutego 2010 | CA Colón - River Plate 1:0 Esteban Óscar Fuertes 43 |
| 14 lutego 2010 | Boca Juniors - Atlético Tucumán 0:0 |
| 14 lutego 2010 | Independiente - Estudiantes La Plata 3:2 Andrés Silvera 43, Darío Alejandro Gandín 57, Ignacio Piatti 78 - Maximiliano Ezequiel Núñez 58, Jerónimo Morales Neumann 71 |
| 14 lutego 2010 | San Lorenzo de Almagro - CA Vélez Sarsfield 0:0 |
| 15 lutego 2010 | Argentinos Juniors - Newell’s Old Boys 0:0 mecz przerwany przy stanie 0:0 w 66 minucie z powodu ulewnego deszczu                                                      |
| 17 marca 2010  | Argentinos Juniors - Newell’s Old Boys 1:1 Ismael Sosa 73 - Jorge Daniel Achucarro 86 dokończenie brakujących 24 minut                                                |

### Clausura 5
| Data           | Mecz |
| -------------- | --- |
| 19 lutego 2010 | CA Vélez Sarsfield - Independiente 3:0 Juan Manuel Martínez 45, Maximiliano Nicolás Moralez 65, Santiago Martín Silva 88                                                       |
| 19 lutego 2010 | Chacarita Juniors - CA Colón 1:2 Facundo Manuel Parra 61 - Germán Ezequiel Rivarola 15, Federico Gastón Nieto 90+3 mecz rozegrany został na stadionie klubu Argentinos Juniors |
| 20 lutego 2010 | Newell’s Old Boys - Club Atlético Lanús 1:1 Jorge Daniel Achucarro 53 - Santiago Gabriel Salcedo 83                                                                            |
| 20 lutego 2010 | CA Tigre - Gimnasia y Esgrima La Plata 1:1 Pablo Ezequiel Fontanello 20 - Denis Stracqualursi 13                                                                               |
| 20 lutego 2010 | Racing Club de Avellaneda - San Lorenzo de Almagro 1:0 Gabriel Agustín Hauche 82                                                                                               |
| 21 lutego 2010 | Godoy Cruz Antonio Tomba - Boca Juniors 1:1 Federico Fernando Higuaín 23 - Martín Palermo 69                                                                                   |
| 21 lutego 2010 | Atlético Tucumán - Argentinos Juniors 1:1 Claudio Romualdo Sarría 3 - Javier Marcelo Páez 28s                                                                                  |
| 21 lutego 2010 | CA Banfield - Rosario Central 0:0 |
| 21 lutego 2010 | River Plate - Arsenal Sarandí Buenos Aires 1:1 Marcelo Daniel Gallardo 50 - Sergio Román Sena 40                                                                               |
| 22 lutego 2010 | Estudiantes La Plata - CA Huracán 2:0 Mauro Boselli 30, Juan Sebastián Verón 61 mecz rozegrany został na stadionie klubu CA Argentino de Quilmes                               |

### Clausura 6
| Data           | Mecz |
| -------------- | --- |
| 26 lutego 2010 | Boca Juniors - Estudiantes La Plata 1:1 Martín Palermo 25k - Leandro González 90+2                                                                                          |
| 26 lutego 2010 | Arsenal Sarandí Buenos Aires - Chacarita Juniors 0:3 Diego Alberto Morales 30, 50, Facundo Manuel Parra 82                                                                  |
| 27 lutego 2010 | CA Huracán - CA Vélez Sarsfield 3:2 Gustavo Alberto Balvorín 49k, Patricio Daniel Toranzo 78k, Federico Raúl Laurito 80 - Rolando David Zárate 42, Santiago Martín Silva 87 |
| 27 lutego 2010 | Independiente - Racing Club de Avellaneda 1:0 Darío Alejandro Gandín 41k |
| 27 lutego 2010 | CA Colón - Rosario Central 1:1 Germán Ezequiel Rivarola 37 - Luciano Gabriel Figueroa 58                                                                                    |
| 28 lutego 2010 | San Lorenzo de Almagro - CA Tigre 1:0 Emiliano Alfaro 81 |
| 28 lutego 2010 | Gimnasia y Esgrima La Plata - River Plate 1:1 Marco Pérez 8 - Gustavo Javier Canales 90                                                                                     |
| 28 lutego 2010 | Newell’s Old Boys - CA Banfield 2:1 Cristian Manuel Núñez 65, Joaquín Antonio Boghossian 75 - Rubén Darío Ramírez 77                                                        |
| 28 lutego 2010 | Club Atlético Lanús - Atlético Tucumán 3:0 Sebastián Marcelo Blanco 39, Diego Eduardo Lagos 51, Santiago Gabriel Salcedo 67                                                 |
| 28 lutego 2010 | Argentinos Juniors - Godoy Cruz Antonio Tomba 1:2 Santiago Juan Gentiletti 32 - Federico Fernando Higuaín 6, Sergio Daniel Sánchez 20                                       |

### Clausura 7
| Data         | Mecz |
| ------------ | --- |
| 2 marca 2010 | Racing Club de Avellaneda - CA Huracán 1:1 Claudio Daniel Bieler 16 - Eduardo Rodrigo Domínguez 89 |
| 2 marca 2010 | CA Vélez Sarsfield - Boca Juniors 4:4 Víctor Eduardo Zapata 13, Santiago Martín Silva 62, 82, Juan Manuel Martínez 74 - Luciano Fabián Monzón 36, Martín Palermo 39, Nicolás Gaitán 57, Gary Alexis Medel 89 |
| 2 marca 2010 | Rosario Central - Arsenal Sarandí Buenos Aires 2:3 Milton Joel Caraglio 10, Luciano Gabriel Figueroa 79 - Javier Yacuzzi 17, Mauro Iván Obolo 22, Sergio Román Sena 61                                       |
| 3 marca 2010 | CA Tigre - Independiente 0:1 Andrés Silvera 57 |
| 3 marca 2010 | Estudiantes La Plata - Argentinos Juniors 0:1 José Luis Calderón 33 mecz rozegrany został na stadionie klubu CA Argentino de Quilmes                                                                         |
| 3 marca 2010 | Godoy Cruz Antonio Tomba - Club Atlético Lanús 2:1 Jairo Fernando Castillo 36, Carlos Andrés Sánchez 74 - Santiago Gabriel Salcedo 57                                                                        |
| 4 marca 2010 | Atlético Tucumán - Newell’s Old Boys 1:1 Juan Pablo Pereyra 90 - Mauricio Ezequiel Sperduti 63 |
| 4 marca 2010 | CA Banfield - CA Colón 3:1 Rubén Darío Ramírez 14, 90, Cristian Andrès García 32 - Esteban Óscar Fuertes 87                                                                                                  |
| 4 marca 2010 | Chacarita Juniors - Gimnasia y Esgrima La Plata 0:1 Hernán Nicolás Encina 86 mecz rozegrany został na stadionie klubu Argentinos Juniors                                                                     |
| 4 marca 2010 | River Plate - San Lorenzo de Almagro 1:0 Facundo Andrés Affranchino 73 |

### Clausura 8
| Data         | Mecz |
| ------------ | --- |
| 6 marca 2010 | Boca Juniors - Racing Club de Avellaneda 1:2 Nicolás Gaitán 13 - Brian Emanuel Lluy 16, Gabriel Agustín Hauche 44                                       |
| 6 marca 2010 | Club Atlético Lanús - Estudiantes La Plata 0:0 |
| 7 marca 2010 | CA Huracán - CA Tigre 2:3 Eduardo Rodrigo Domínguez 28, Gastón Rubén Esmerado 54 - Paolo Duval Goltz 14s, Carlos Ariel Luna 45, Claudio Daniel Pérez 66 |
| 7 marca 2010 | Independiente - River Plate 2:0 Darío Alejandro Gandín 39, Andrés Silvera 60                                                                            |
| 7 marca 2010 | Atlético Tucumán - CA Banfield 0:0 |
| 7 marca 2010 | Newell’s Old Boys - Godoy Cruz Antonio Tomba 2:1 Joaquín Antonio Boghossian 39k, 49 - Jairo Fernando Castillo 32                                        |
| 7 marca 2010 | Argentinos Juniors - CA Vélez Sarsfield 1:0 Marco Natanel Torsiglieri 85s                                                                               |
| 8 marca 2010 | San Lorenzo de Almagro - Chacarita Juniors 3:1 Bernardo Daniel Romeo 11, 66, Sebastián González 69 - Facundo Manuel Parra 43                            |
| 8 marca 2010 | Gimnasia y Esgrima La Plata - Rosario Central 1:1 Nahuel Valentini 23s - Gervasio Núñez 60                                                              |
| 8 marca 2010 | Arsenal Sarandí Buenos Aires - CA Colón 3:0 Mauro Iván Obolo 32, 46, Cristian Osvaldo Álvarez 90+3                                                      |

### Clausura 9
| Data          | Mecz |
| ------------- | --- |
| 12 marca 2010 | CA Vélez Sarsfield - Club Atlético Lanús 1:0 Rolando David Zárate 7                                                                                |
| 12 marca 2010 | Godoy Cruz Antonio Tomba - Atlético Tucumán 2:1 Federico Fernando Higuaín 68, Jairo Fernando Castillo 78, Sebastián Rodrigo Martínez 85            |
| 13 marca 2010 | Chacarita Juniors - Independiente 0:1 Eduardo Nicolás Tuzzio 4 mecz rozegrany został na stadionie klubu Argentinos Juniors                         |
| 13 marca 2010 | Estudiantes La Plata - Newell’s Old Boys 2:0 Nahuel Roselli 45s, Mauro Boselli 58 mecz rozegrany został na stadionie klubu CA Argentino de Quilmes |
| 13 marca 2010 | CA Banfield - Arsenal Sarandí Buenos Aires 0:0 |
| 13 marca 2010 | CA Colón - Gimnasia y Esgrima La Plata 1:1 Marcelo Jesús Goux 42 - Marco Pérez 24                                                                  |
| 14 marca 2010 | River Plate - CA Huracán 2:0 Ezequiel Nicolás Filippetto 2s, Gustavo Javier Canales 75                                                             |
| 14 marca 2010 | CA Tigre - Boca Juniors 3:0 Carlos Ariel Luna 10, 44, 77                                                                                           |
| 14 marca 2010 | Racing Club de Avellaneda - Argentinos Juniors 0:1 Nicolás Pavlovich 78                                                                            |
| 14 marca 2010 | Rosario Central - San Lorenzo de Almagro 1:0 Milton Joel Caraglio 88                                                                               |

### Clausura 10
| Data          | Mecz |
| ------------- | --- |
| 19 marca 2010 | CA Huracán - Chacarita Juniors 2:0 Gino Agustín Clara 55, Paolo Duval Goltz 87                                     |
| 19 marca 2010 | Atlético Tucumán - Estudiantes La Plata 1:3 Juan Manuel Azconzábal 45 - Mauro Boselli 3k, 75, José Ernesto Sosa 47 |
| 20 marca 2010 | Club Atlético Lanús - Racing Club de Avellaneda 1:0 Sebastián Marcelo Blanco 73                                    |
| 20 marca 2010 | Newell’s Old Boys - CA Vélez Sarsfield 1:1 Rolando Carlos Schiavi 63k - Pablo Martín Lima 86                       |
| 20 marca 2010 | San Lorenzo de Almagro - CA Colón 2:2 Alejandro Darío Gómez 12, 89 - Facundo Bertoglio 4, Eduardo Germán Coudet 45 |
| 20 marca 2010 | Argentinos Juniors - CA Tigre 1:1 Nicolás Pavlovich 15 - Carlos Ariel Luna 77                                      |
| 21 marca 2010 | Godoy Cruz Antonio Tomba - CA Banfield 2:0 Leonardo Germán Sigali 18, David Arturo Ramírez 74                      |
| 21 marca 2010 | Gimnasia y Esgrima La Plata - Arsenal Sarandí Buenos Aires 0:2 Luciano Leguizamón 32, Mauro Iván Obolo 78          |
| 21 marca 2010 | Independiente - Rosario Central 2:0 Lucas Armando Mareque 77, Leonel Jorge Núñez 85                                |
| 21 marca 2010 | Boca Juniors - River Plate 0:0 mecz przerwany przy stanie 0:0 w 10 minucie z powodu ulewnego deszczu               |
| 25 marca 2010 | Boca Juniors - River Plate 2:0 Gary Alexis Medel 14, 49 dokończenie brakujących 80 minut                           |

### Clausura 11
| Data          | Mecz |
| ------------- | --- |
| 26 marca 2010 | Rosario Central - CA Huracán 0:2 Adrián Maximiliano Peralta 79, Leandro Iván Benegas 90 |
| 26 marca 2010 | Estudiantes La Plata - Godoy Cruz Antonio Tomba 2:1 Mauro Boselli 13, Federico Fernández 36 - César Alberto Carranza 85 mecz rozegrany został na stadionie klubu CA Argentino de Quilmes                        |
| 27 marca 2010 | CA Tigre - Club Atlético Lanús 0:1 Marcos Sebastián Aguirre 81 |
| 27 marca 2010 | Racing Club de Avellaneda - Newell’s Old Boys 1:0 Matías Alfredo Martínez 77 |
| 27 marca 2010 | CA Banfield - Gimnasia y Esgrima La Plata 3:2 Rubén Darío Ramírez 46, 66, Sebastián Bruno Fernández 73 - Denis Stracqualursi 21, Marco Pérez 69                                                                 |
| 28 marca 2010 | CA Colón - Independiente 1:1 Esteban Óscar Fuertes 19 - Leonel Jorge Núñez 9 |
| 28 marca 2010 | Chacarita Juniors - Boca Juniors 4:1 Facundo Manuel Parra 47, 81, Nicolás Francisco Ramírez 56, Sebastián Héctor Sciorilli 88 - Matías Alejandro Giménez 29 mecz rozegrany został na stadionie klubu CA Huracán |
| 28 marca 2010 | CA Vélez Sarsfield - Atlético Tucumán 1:0 Marco Natanel Torsiglieri 16 |
| 28 marca 2010 | Arsenal Sarandí Buenos Aires - San Lorenzo de Almagro 1:0 Nicolás Aguirre 17 |
| 29 marca 2010 | River Plate - Argentinos Juniors 0:1 Ismael Sosa 20 |

### Clausura 12
| Data             | Mecz |
| ---------------- | --- |
| 2 kwietnia 2010  | Atlético Tucumán - Racing Club de Avellaneda 0:0 mecz przerwany przy stanie 0:0 w 22 minucie z powodu ulewnego deszczu - dokończony 21 kwietnia |
| 2 kwietnia 2010  | CA Huracán - CA Colón 0:0 |
| 3 kwietnia 2010  | Newell’s Old Boys - CA Tigre 0:2 Juan Pablo Garat 4, Braian Damián Rodríguez 71                                                                 |
| 3 kwietnia 2010  | Argentinos Juniors - Chacarita Juniors 2:1 Facundo Gabriel Coria 19, 22 - Omar Zarif 71                                                         |
| 3 kwietnia 2010  | Independiente - Arsenal Sarandí Buenos Aires 1:0 Leonel Jorge Núñez 30                                                                          |
| 3 kwietnia 2010  | San Lorenzo de Almagro - Gimnasia y Esgrima La Plata 0:1 Sebastián Ariel Romero 6                                                               |
| 4 kwietnia 2010  | Club Atlético Lanús - River Plate 1:0 Sebastián Marcelo Blanco 40                                                                               |
| 4 kwietnia 2010  | Estudiantes La Plata - CA Banfield 1:1 Mauro Boselli 15 - Marcelo Quinteros 40                                                                  |
| 4 kwietnia 2010  | Boca Juniors - Rosario Central 1:2 Nicolás Gaitán 61 - Adrián de León 43, Milton Joel Caraglio 87                                               |
| 4 kwietnia 2010  | Godoy Cruz Antonio Tomba - CA Vélez Sarsfield 2:0 Rodrigo Javier Salinas 71, César Alberto Carranza 73                                          |
| 21 kwietnia 2010 | Atlético Tucumán - Racing Club de Avellaneda 0:1 Sebastián Hugo Grazzini 46 dokończenie brakujących 68 minut meczu przerwanego 2 kwietnia       |

### Clausura 13
| Data            | Mecz |
| --------------- | --- |
| 6 kwietnia 2010 | Arsenal Sarandí Buenos Aires - CA Huracán 0:1 Gino Agustín Clara 60                                                                                        |
| 6 kwietnia 2010 | CA Tigre - Atlético Tucumán 3:1 Carlos Rubén Fondacaro 22, Carlos Ariel Luna 40, 78 - Fabio Escobar 86                                                     |
| 7 kwietnia 2010 | Gimnasia y Esgrima La Plata - Independiente 2:1 Marco Pérez 21, 68 - Federico Andrés Mancuello 40                                                          |
| 7 kwietnia 2010 | Chacarita Juniors - Club Atlético Lanús 1:2 Federico Vismara 59 - Gonzalo Castillejos 88, 90+1 mecz rozegrany został na stadionie klubu Argentinos Juniors |
| 7 kwietnia 2010 | River Plate - Newell’s Old Boys 0:1 Jorge Daniel Achucarro 51                                                                                              |
| 7 kwietnia 2010 | CA Banfield - San Lorenzo de Almagro 2:0 Roberto Miguel Battión 12, Rubén Darío Ramírez 44                                                                 |
| 8 kwietnia 2010 | CA Colón - Boca Juniors 3:0 Esteban Óscar Fuertes 15, Facundo Bertoglio 35, 50                                                                             |
| 8 kwietnia 2010 | Rosario Central - Argentinos Juniors 0:1 Ismael Sosa 59 |
| 8 kwietnia 2010 | Racing Club de Avellaneda - Godoy Cruz Antonio Tomba 0:0                                                                                                   |
| 8 kwietnia 2010 | CA Vélez Sarsfield - Estudiantes La Plata 0:1 Gastón Nicolás Fernández 4                                                                                   |

### Clausura 14
| Data             | Mecz |
| ---------------- | --- |
| 10 kwietnia 2010 | Newell’s Old Boys - Chacarita Juniors 3:0 Cristian Manuel Núñez 38, 70, 87 |
| 10 kwietnia 2010 | CA Huracán - Gimnasia y Esgrima La Plata 3:1 Andrés Franzoia 46, Diego Manuel Rodríguez 52, Gustavo Alberto Balvorín 90 - Antonio Ariel Agüero 54                                                  |
| 10 kwietnia 2010 | Independiente - San Lorenzo de Almagro 0:1 Nelson Fabián Benítez 8 |
| 11 kwietnia 2010 | Atlético Tucumán - River Plate 0:0 |
| 11 kwietnia 2010 | CA Vélez Sarsfield - CA Banfield 0:0 |
| 11 kwietnia 2010 | Club Atlético Lanús - Rosario Central 0:0 |
| 12 kwietnia 2010 | Estudiantes La Plata - Racing Club de Avellaneda 4:0 José Ernesto Sosa 10, Clemente Juan Rodríguez 31, Leandro González 35, 65 mecz rozegrany został na stadionie klubu CA Argentino de Quilmes    |
| 12 kwietnia 2010 | Godoy Cruz Antonio Tomba - CA Tigre 6:2 Francisco Dutari 12, Rodrigo Javier Salinas 46, 69, 84, Daniel Alejandro Vega 50, Leonardo Germán Sigali 67 - Leandro Hernán Lazzaro 55, Zelmar García 57s |
| 12 kwietnia 2010 | Argentinos Juniors - CA Colón 3:1 Néstor Ezequiel Ortigoza 32, José Luis Calderón 45, Ismael Sosa 89 - Jonathan Bauman 90+1                                                                        |
| 12 kwietnia 2010 | Boca Juniors - Arsenal Sarandí Buenos Aires 4:0 Martín Palermo 10, 62, Cristian Manuel Chávez 12, Juan Román Riquelme 47                                                                           |

### Clausura 15
| Data             | Mecz |
| ---------------- | --- |
| 17 kwietnia 2010 | CA Banfield - Independiente 1:3 Rubén Darío Ramírez 34 - Andrés Silvera 21, Leandro Gracián 36, Leonel Jorge Núñez 90+3                                          |
| 17 kwietnia 2010 | Chacarita Juniors - Atlético Tucumán 1:2 Erwin Ávalos 86 - Emmanuel Gigliotti 67, Johnatan Blanes 77 mecz rozegrany został na stadionie klubu Argentinos Juniors |
| 17 kwietnia 2010 | River Plate - Godoy Cruz Antonio Tomba 2:1 Ariel Ortega 68, Paulo Andrés Ferrari 70 - Federico Fernando Higuaín 32                                               |
| 17 kwietnia 2010 | CA Tigre - Estudiantes La Plata 1:2 Marcos Rojo 40s - Leandro Desábato 8, José Ernesto Sosa 27                                                                   |
| 18 kwietnia 2010 | San Lorenzo de Almagro - CA Huracán 3:0 Alejandro Darío Gómez 22, Fabián Bordagaray 70, Cristián Gustavo Leiva 73                                                |
| 18 kwietnia 2010 | Gimnasia y Esgrima La Plata - Boca Juniors 1:0 Marco Pérez 59 |
| 18 kwietnia 2010 | Rosario Central - Newell’s Old Boys 1:1 Diego Luis Braghieri 3 - Rolando Carlos Schiavi 17k                                                                      |
| 18 kwietnia 2010 | Racing Club de Avellaneda - CA Vélez Sarsfield 3:1 Pablo Ariel Lugüercio 75, Claudio Yacob 77, Claudio Daniel Bieler 80 - Fernando Omar Tobio 40                 |
| 19 kwietnia 2010 | Arsenal Sarandí Buenos Aires - Argentinos Juniors 2:2 Luciano Leguizamón 35, 50k - José Luis Calderón 8, Facundo Gabriel Coria 89                                |
| 19 kwietnia 2010 | CA Colón - Club Atlético Lanús 1:1 Esteban Óscar Fuertes 49k - Guido Pizarro 87                                                                                  |

### Clausura 16
| Data             | Mecz |
| ---------------- | --- |
| 23 kwietnia 2010 | CA Vélez Sarsfield - CA Tigre 1:0 Rolando David Zárate 90+3 |
| 23 kwietnia 2010 | Godoy Cruz Antonio Tomba - Chacarita Juniors 1:0 David Arturo Ramírez 19 |
| 24 kwietnia 2010 | CA Huracán - Independiente 0:0 |
| 24 kwietnia 2010 | Estudiantes La Plata - River Plate 1:0 Facundo Hernán Quiroga 22s mecz rozegrany został na stadionie klubu CA Argentino de Quilmes                                              |
| 24 kwietnia 2010 | Newell’s Old Boys - CA Colón 5:0 Joaquín Antonio Boghossian 16, 57, Mauricio Ezequiel Sperduti 23, Mauro Formica 32, Jorge Daniel Achucarro 42                                  |
| 24 kwietnia 2010 | Club Atlético Lanús - Arsenal Sarandí Buenos Aires 4:1 Santiago Abel Hoyos 11, Santiago Gabriel Salcedo 45, Leandro Nicolás Díaz 48, Javier Carrasco 81 - Luciano Leguizamón 61 |
| 25 kwietnia 2010 | Racing Club de Avellaneda - CA Banfield 2:0 Matías Alfredo Martínez 74, Claudio Daniel Bieler 81                                                                                |
| 25 kwietnia 2010 | Atlético Tucumán - Rosario Central 2:2 Luis Miguel Rodríguez 3, 51 - Emilio José Zelaya 21, Milton Joel Caraglio 58                                                             |
| 25 kwietnia 2010 | Argentinos Juniors - Gimnasia y Esgrima La Plata 3:1 Néstor Ezequiel Ortigoza 26k, Ismael Sosa 69, Santiago Raymonda 86 - Lucas Nahuel Castro 67                                |
| 25 kwietnia 2010 | Boca Juniors - San Lorenzo de Almagro 2:0 Matías Alejandro Giménez 2, Martín Palermo 69                                                                                         |

### Clausura 17
| Data             | Mecz |
| ---------------- | --- |
| 29 kwietnia 2010 | Arsenal Sarandí Buenos Aires - Newell’s Old Boys 0:2 Agustín Alayes 12, Rolando Carlos Schiavi 30                                                                     |
| 30 kwietnia 2010 | CA Tigre - Racing Club de Avellaneda 1:2 Diego Rafael Castaño 26 - Claudio Daniel Bieler 22, Lucas Elio Aveldaño 32                                                   |
| 30 kwietnia 2010 | Gimnasia y Esgrima La Plata - Club Atlético Lanús 0:0 |
| 30 kwietnia 2010 | Rosario Central - Godoy Cruz Antonio Tomba 1:0 Diego Martín Chitzoff 90+1                                                                                             |
| 30 kwietnia 2010 | River Plate - CA Vélez Sarsfield 2:1 Paulo Andrés Ferrari 45, Diego Buonanotte 81 - Ricardo Gabriel Álvarez 8                                                         |
| 2 maja 2010      | CA Banfield - CA Huracán 1:0 Maximiliano Laso 59 |
| 2 maja 2010      | Independiente - Boca Juniors 2:3 Ignacio Piatti 30, Leonel Jorge Núñez 90+1 - Luciano Fabián Monzón 32, Martín Palermo 38, Pablo Nicolás Mouche 87                    |
| 2 maja 2010      | San Lorenzo de Almagro - Argentinos Juniors 1:2 Emiliano Alfaro 40 - Ismael Sosa 60, 89                                                                               |
| 2 maja 2010      | CA Colón - Atlético Tucumán 0:0 |
| 2 maja 2010      | Chacarita Juniors - Estudiantes La Plata 1:2 Omar Zarif 19 - Mauro Boselli 32k, Christian Ariel Cellay 35 mecz rozegrany został na stadionie klubu Argentinos Juniors |

### Clausura 18
| Data         | Mecz |
| ------------ | --- |
| 8 maja 2010  | Racing Club de Avellaneda - River Plate 0:3 Rogelio Funes Mori 2, 16, 23 |
| 8 maja 2010  | CA Vélez Sarsfield - Chacarita Juniors 4:1 Hernán Rodrigo López 7, 14, 28, 81 - Facundo Manuel Parra 19                                                                                     |
| 8 maja 2010  | Newell’s Old Boys - Gimnasia y Esgrima La Plata 6:0 Joaquín Antonio Boghossian 13k, Mauro Formica 14, 58, Lucas Bernardi 34, Juan Manuel Insaurralde 56, Rolando Carlos Schiavi 62k         |
| 9 maja 2010  | Argentinos Juniors - Independiente 4:3 Nicolás Pavlovich 26, 73, Juan Alberto Sabia 89, Matías Nicolás Caruzzo 90+3 - Leonel Jorge Núñez 28, 67, Darío Alejandro Gandín 48                  |
| 9 maja 2010  | Boca Juniors - CA Huracán 1:2 Gabriel Alejandro Paletta 50 - Adrián Maximiliano Peralta 45, Gastón Machín 78                                                                                |
| 9 maja 2010  | CA Tigre - CA Banfield 1:2 Braian Damián Rodríguez 90 - Rubén Darío Ramírez 47, Roberto Miguel Battión 66                                                                                   |
| 9 maja 2010  | Estudiantes La Plata - Rosario Central 0:0 |
| 9 maja 2010  | Atlético Tucumán - Arsenal Sarandí Buenos Aires 1:1 Juan Pablo Pereyra 53 - Luciano Leguizamón 19                                                                                           |
| 10 maja 2010 | Club Atlético Lanús - San Lorenzo de Almagro 3:2 Gonzalo Castillejos 66, Santiago Gabriel Salcedo 81, Maximiliano Nicolás Velázquez 87 - Bernardo Daniel Romeo 26, Alejandro Darío Gómez 88 |
| 10 maja 2010 | Godoy Cruz Antonio Tomba - CA Colón 3:0 Federico Fernando Higuaín 68, Jairo Fernando Castillo 78, Sebastián Rodrigo Martínez 85                                                             |

### Clausura 19
| Data         | Mecz |
| ------------ | --- |
| 14 maja 2010 | Arsenal Sarandí Buenos Aires - Godoy Cruz Antonio Tomba 1:2 Cristian Osvaldo Álvarez 53 - Leonardo Germán Sigali 68, Rodrigo Javier Salinas 71                                                 |
| 14 maja 2010 | San Lorenzo de Almagro - Newell’s Old Boys 2:1 Bernardo Daniel Romeo 46, Nelson Fabián Benítez 67 - Rolando Carlos Schiavi 63k                                                                 |
| 14 maja 2010 | CA Banfield - Boca Juniors 3:0 Marcelo Bustamante 40, Gabriel Alejandro Paletta 67s, Rubén Darío Ramírez 83                                                                                    |
| 15 maja 2010 | Chacarita Juniors - Racing Club de Avellaneda 1:2 José Ezequiel D'Angelo 79 - José Luis Fernández 40, Claudio Daniel Bieler 63k                                                                |
| 15 maja 2010 | Independiente - Club Atlético Lanús 1:0 Ignacio Piatti 86 |
| 15 maja 2010 | Gimnasia y Esgrima La Plata - Atlético Tucumán 3:3 Gastón Casas 10, Álvaro Damián Navarro 19, Esteban Nicolás González 35 - Emmanuel Gigliotti 62, César Javier Montiglio 79, Deivis Barone 81 |
| 15 maja 2010 | Rosario Central - CA Vélez Sarsfield 0:0 |
| 15 maja 2010 | River Plate - CA Tigre 1:5 Rogelio Funes Mori 51 - Claudio Daniel Pérez 10, José Ignacio San Román 11, Pablo Ezequiel Fontanello 17, Mariano Luis Pasini 37, Leandro Hernán Lazzaro 44         |
| 16 maja 2010 | CA Huracán - Argentinos Juniors 1:2 Alan Sánchez 88 - Juan Ignacio Mercier 23, Facundo Gabriel Coria 78                                                                                        |
| 16 maja 2010 | CA Colón - Estudiantes La Plata 1:4 Facundo Curuchet 76 - Mauro Boselli 11, 22, 49, Enzo Nicolás Pérez 54                                                                                      |

### Tabela końcowa Clausura 2009/10
| Poz | Klub                         | Mecze | Zw | Rem | Por | Pkt | BrZd | BrStr |
| --- | ---------------------------- | ----- | -- | --- | --- | --- | ---- | ----- |
| 1   | Argentinos Juniors           | 19    | 12 | 5   | 2   | 41  | 35   | 23    |
| 2   | Estudiantes La Plata         | 19    | 12 | 4   | 3   | 40  | 33   | 14    |
| 3   | Godoy Cruz Antonio Tomba     | 19    | 11 | 4   | 4   | 37  | 28   | 14    |
| 4   | Independiente                | 19    | 10 | 4   | 5   | 34  | 25   | 18    |
| 5   | CA Banfield                  | 19    | 9  | 5   | 5   | 32  | 24   | 16    |
| 6   | Newell’s Old Boys            | 19    | 8  | 6   | 5   | 30  | 32   | 18    |
| 7   | Club Atlético Lanús          | 19    | 8  | 5   | 6   | 29  | 25   | 23    |
| 8   | Racing Club de Avellaneda    | 19    | 9  | 2   | 8   | 29  | 21   | 22    |
| 9   | CA Vélez Sarsfield           | 19    | 7  | 6   | 6   | 27  | 25   | 20    |
| 10  | CA Huracán                   | 19    | 7  | 5   | 7   | 26  | 21   | 22    |
| 11  | CA Tigre                     | 19    | 7  | 3   | 9   | 24  | 28   | 26    |
| 12  | Gimnasia y Esgrima La Plata  | 19    | 6  | 6   | 7   | 24  | 21   | 29    |
| 13  | River Plate                  | 19    | 6  | 4   | 9   | 22  | 16   | 21    |
| 14  | CA Colón                     | 19    | 4  | 9   | 6   | 21  | 20   | 32    |
| 15  | San Lorenzo de Almagro       | 19    | 6  | 2   | 11  | 20  | 16   | 21    |
| 16  | Boca Juniors                 | 19    | 5  | 5   | 9   | 20  | 28   | 35    |
| 17  | Rosario Central              | 19    | 3  | 10  | 6   | 19  | 12   | 19    |
| 18  | Arsenal Sarandí Buenos Aires | 19    | 5  | 4   | 10  | 19  | 19   | 33    |
| 19  | Chacarita Juniors            | 19    | 4  | 1   | 14  | 13  | 22   | 33    |
| 20  | Atlético Tucumán             | 19    | 1  | 10  | 8   | 13  | 14   | 26    |

### Klasyfikacja strzelców bramek turnieju Clausura 2009/10
| Gole | Piłkarz              | Klub                        |
| ---- | -------------------- | --------------------------- |
| 13   | Mauro Boselli        | Estudiantes La Plata        |
| 10   | Martín Palermo       | Boca Juniors                |
| 10   | Rubén Darío Ramírez  | CA Banfield                 |
| 9    | Carlos Ariel Luna    | CA Tigre                    |
| 9    | Ismael Sosa          | Argentinos Juniors          |
| 8    | Facundo Manuel Parra | Chacarita Juniors           |
| 8    | Marco Pérez          | Gimnasia y Esgrima La Plata |

## Sumaryczna tabela sezonu 2009/10
Tabela ma znaczenie nie tylko statystyczne. Na jej podstawie wyznaczone zostały kluby, które reprezentować będą Argentynę w turnieju Copa Libertadores i Copa Sudamericana.
| Poz | Klub                         | Mecze | Zw | Rem | Por | Pkt | BrZd | BrStr |
| --- | ---------------------------- | ----- | -- | --- | --- | --- | ---- | ----- |
| 1   | CA Banfield                  | 38    | 21 | 10  | 7   | 73  | 49   | 27    |
| 2   | Argentinos Juniors           | 38    | 20 | 13  | 5   | 73  | 64   | 43    |
| 3   | Estudiantes La Plata         | 38    | 21 | 8   | 9   | 71  | 61   | 33    |
| 4   | Newell’s Old Boys            | 38    | 20 | 9   | 9   | 69  | 58   | 33    |
| 5   | Independiente                | 38    | 20 | 8   | 10  | 68  | 55   | 38    |
| 6   | CA Vélez Sarsfield           | 38    | 17 | 10  | 11  | 61  | 54   | 41    |
| 7   | Club Atlético Lanús          | 38    | 16 | 12  | 10  | 60  | 51   | 40    |
| 8   | CA Colón                     | 38    | 14 | 13  | 11  | 55  | 47   | 48    |
| 9   | Godoy Cruz Antonio Tomba     | 38    | 14 | 11  | 13  | 53  | 46   | 42    |
| 10  | San Lorenzo de Almagro       | 38    | 15 | 7   | 16  | 52  | 44   | 41    |
| 11  | Rosario Central              | 38    | 11 | 17  | 10  | 50  | 33   | 33    |
| 12  | Boca Juniors                 | 38    | 12 | 11  | 15  | 47  | 56   | 59    |
| 13  | Racing Club de Avellaneda    | 38    | 13 | 7   | 18  | 46  | 38   | 48    |
| 14  | Arsenal Sarandí Buenos Aires | 38    | 12 | 10  | 16  | 46  | 39   | 57    |
| 15  | River Plate                  | 38    | 11 | 10  | 17  | 43  | 39   | 47    |
| 16  | Gimnasia y Esgrima La Plata  | 38    | 9  | 10  | 19  | 37  | 37   | 58    |
| 17  | CA Huracán                   | 38    | 9  | 10  | 19  | 37  | 33   | 56    |
| 18  | Atlético Tucumán             | 38    | 7  | 14  | 17  | 35  | 38   | 58    |
| 19  | Chacarita Juniors            | 38    | 9  | 5   | 24  | 32  | 40   | 58    |
| 20  | CA Tigre                     | 38    | 9  | 5   | 24  | 32  | 46   | 68    |

## Tablica spadkowa 2009/10
| Poz | Klub                         | 2007/08 pkt/m | 2008/09 pkt/m | 2009/10 pkt/m | Razem pkt/mecze | Średnia |
| --- | ---------------------------- | ------------- | ------------- | ------------- | --------------- | ------- |
| 1   | Estudiantes La Plata         | 69/38         | 57/38         | 71/38         | 197/114         | 1.728   |
| 2   | Club Atlético Lanús          | 56/38         | 75/38         | 60/38         | 191/114         | 1.675   |
| 3   | CA Vélez Sarsfield           | 59/38         | 66/38         | 61/38         | 186/114         | 1.632   |
| 4   | San Lorenzo de Almagro       | 64/38         | 63/38         | 52/38         | 179/114         | 1.570   |
| 5   | Boca Juniors                 | 70/38         | 61/38         | 47/38         | 178/114         | 1.561   |
| 6   | Newell’s Old Boys            | 56/38         | 52/38         | 69/38         | 177/114         | 1.553   |
| 7   | CA Banfield                  | 54/38         | 46/38         | 73/38         | 173/114         | 1.518   |
| 8   | Argentinos Juniors           | 61/38         | 38/38         | 73/38         | 172/114         | 1.509   |
| 9   | Independiente                | 59/38         | 39/38         | 68/38         | 166/114         | 1.456   |
| 10  | CA Colón                     | 45/38         | 57/38         | 55/38         | 157/114         | 1.377   |
| 11  | Godoy Cruz Antonio Tomba     | 0/0           | 49/38         | 53/38         | 102/76          | 1.342   |
| 12  | River Plate                  | 66/38         | 41/38         | 43/38         | 150/114         | 1.316   |
| 13  | CA Tigre                     | 56/38         | 62/38         | 32/38         | 150/114         | 1.316   |
| 14  | CA Huracán                   | 52/38         | 58/38         | 37/38         | 147/114         | 1.289   |
| 15  | Arsenal Sarandí Buenos Aires | 51/38         | 46/38         | 46/38         | 143/114         | 1.254   |
| 16  | Racing Club de Avellaneda    | 40/38         | 52/38         | 46/38         | 138/114         | 1.211   |
| 17  | Rosario Central              | 41/38         | 40/38         | 50/38         | 131/114         | 1.149   |
| 18  | Gimnasia y Esgrima La Plata  | 36/38         | 55/38         | 37/38         | 128/114         | 1.123   |
| 19  | Atlético Tucumán             | 0/0           | 0/0           | 35/38         | 35/38           | 0.921   |
| 20  | Chacarita Juniors            | 0/0           | 0/0           | 32/0          | 32/38           | 0.842   |

## Baraże o utrzymanie się w lidze

### Pierwsze mecze
| Data         | Mecz                                                                            |
| ------------ | ------------------------------------------------------------------------------- |
| 19 maja 2010 | CA All Boys - Rosario Central 1:1 Mauro Matos 14 - Guillermo Enio Burdisso 90+1 |
| 19 maja 2010 | Atlético Rafaela - Gimnasia y Esgrima La Plata 1:0 Alexis Hernán Blanco 6       |

### Rewanże
| Data         | Mecz |
| ------------ | --- |
| 23 maja 2010 | Rosario Central - CA All Boys 0:3 Marcelo Javier Vieytes 7, Mariano Alejandro Campodónico 43, Cristian Vella 65      |
| 23 maja 2010 | Gimnasia y Esgrima La Plata - Atlético Rafaela 3:1 Marco Pérez 3, 42, Álvaro Andrés Ormeño 90+3 - Óscar Carniello 19 |

Tylko Gimnasia y Esgrima La Plata zdołał obronić się przed spadkiem do drugiej ligi, natomiast Rosario Central musiał ustąpić miejsca klubowi CA All Boys.